# Verlagsgruppe Reise Know-How
Die 1985 gegründete Verlagsgruppe Reise Know-How mit Sitz in Bielefeld publiziert Reiseführer, Sprachführer, Kulturführer und Landkarten für Individualreisende. Zur Verlagsgruppe gehören der Reise Know-How Verlag Peter Rump GmbH, Reise Know-How Verlag Dr. Hans-R. Grundmann GmbH, Reise Know-How Verlag Tondok und Reise Know-How Verlag Helmut Hermann und Carsten Blind GbR.

## Geschichte

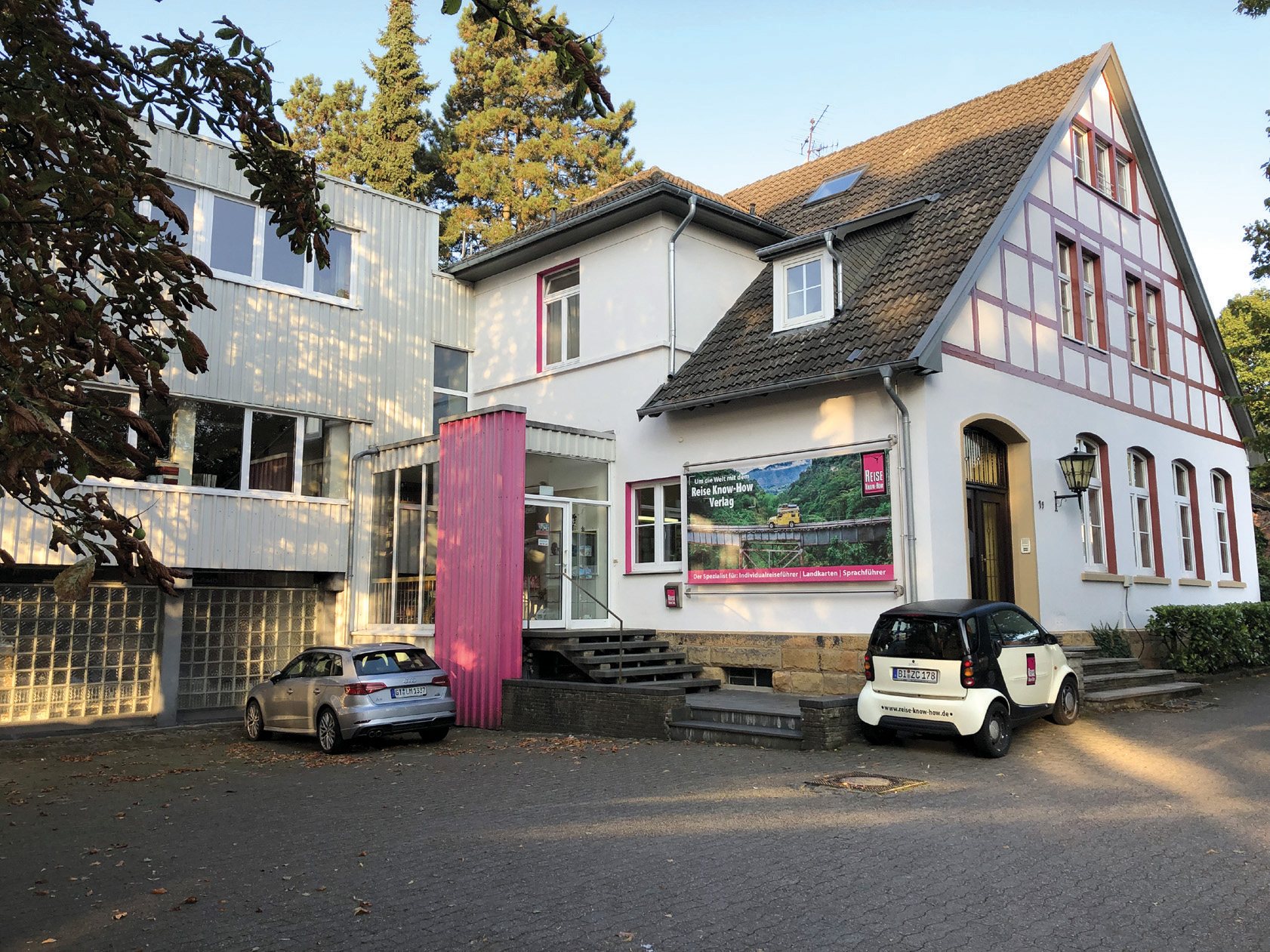
Verlagsgebäude in Bielefeld

Als sich in den 1970er Jahren eine Reihe von Globetrottern aufmachte, die Welt jenseits der europäischen Grenzen und der üblichen Touristenzentren zu erkunden, mussten sie feststellen, dass es zwar Literatur zu ihren Reisezielen gab, diese den Anforderungen einer Individualreise aber nicht gerecht wurde. Einer von ihnen, der Verleger Peter Rump, erinnert sich:

„In den wenigen Reiseführern, die damals über die indonesische Insel [Bali] auf dem Markt waren, wurden sämtliche balinesischen Tempel und Ruinen beschrieben. Praktische Tipps etwa zu Unterkünften oder Reiserouten fand man darin jedoch nicht.“

Neben diesen unbeantworteten reisepraktischen Fragen stellten auch Sprachbarrieren eine Herausforderung dar:

„Vor meinem Aufenthalt auf der Insel Lombok musste ich Indonesisch lernen. In dem einzigen Sprachführer, den ich fand, standen Sätze wie ‚Wo ist die nächste Straßenbahnhaltestelle?‘ Allerdings fahren in ganz Indonesien keine Straßenbahnen.“

Wichtig war den Autoren nicht nur, den Reisenden möglichst detaillierte und aktuelle Informationen zur Seite zu stellen, sondern auch die Augen für Eigenheiten und kulturelle Unterschiede zu öffnen und erste Schritte zu einem „sanften Tourismus“ zu unternehmen.
Die vor Ort eingeholten Informationen und Erfahrungen auch anderen Reisenden zugänglich zu machen, war der nächste Schritt. Mitte der 1970er-Jahre hatte sich die Autorengemeinschaft „Globetrotter schreiben für Globetrotter“ gebildet. Peter Rump veröffentlichte 1981 Bali & Lombok. Das Globetrotter Handbuch über die Trauminsel(?) Bali und ihre bisher unentdeckte Schwester Lombok als 19. Band dieser Reihe.
1984/85 wurde die Verlegergemeinschaft Individuelles Reisen e. V. (VIR) gegründet, der die Verleger Brigitte Blume, Erika Därr, Edgar Hoff, Rainer Lössl, Peter Meyer, Peter Rump, Heribert Seul, Wil Tondok und Ludmilla Tüting angehörten. Fortan wurden die Reiseführer unter der Marke „Reise Know-How“ publiziert. Während die Zahl der in der Verlagsgruppe zusammengefassten Verlage auf vier geschrumpft ist (Rump, Hermann, Tondok, Grundmann, Stand Ende 2011), ist die Anzahl der erschienenen Titel und Produkte angewachsen. Die Zielgruppe geht über Rucksacktouristen inzwischen hinaus.
Es erscheinen nicht nur Reiseführer für Fernreisen, sondern auch zu europäischen Zielen. Mit den Reihen CityGuide und CityTrip werden Städteziele ins Auge gefasst. Der Philosophie des Verlages folgend, erscheinen in der Reihe Kauderwelsch Sprachführer, die sich am Reisealltag orientieren und der Verständigung mit den Einheimischen dienen (bislang ca. 160 Sprachen in 230 Bänden). Tiefere Einblicke in Geschichte, Kultur und Mentalität vermitteln die in der Reihe Kulturschock erschienenen Kulturführer. Im Rahmen des „world mapping projects“ werden zudem Landkarten herausgebracht. Die Musikzusammenstellungen der Reihe soundtrip vermitteln einen akustischen Vorgeschmack des Reiseziels.